# Eulocastra undulata
Eulocastra undulata är en fjärilsart som beskrevs av Pieter Cornelius Tobias Snellen 1880. Eulocastra undulata ingår i släktet Eulocastra och familjen nattflyn. Inga underarter finns listade i Catalogue of Life.